# Canal 9 (Argentine)
Pour les articles homonymes, voir Canal 9.
Canal 9 Buenos Aires commercialement connu sous le nom elnueve, est une chaîne de télévision privée d'Argentine.

## Émissions
- Implacables, présenté par Susana Roccasalvo et Carlos Monti.
- Bendita, présenté par Beto Casella.
- La cocina del 9, présenté par le chef Ariel Rodríguez Palacios.
- Duro de domar, présenté par Daniel Tognetti.
- TVR, présenté par Gabriel Schultz et Pablo Rago.
- Fútbol para todos.
- Bajada de linea, présenté par Víctor Hugo Morales.
- Sabor Argentina, présenté par le chef Ariel Rodríguez Palacios.
- Jineteando, présenté par Cacho Ledesma.
- Alma Gaucha.
- Fiestas Argentinas.
- En Estéreo.
- El Show Creativo.
- Tendencia TV.